# Артур Вирендел
Артур Вирендел (на френски: Arthur Vierendeel) е белгийски инженер.

## Биография
Той е роден през 1852 година в Льовен. През 1874 година завършва Льовенския католически университет.
Вирендел става известен с проектираните от него мостове и с наречената на негово име виренделова греда. Книгата му „Курс по устойчивост на конструкциите“ („Cours de stabilité des constructions“), издадена през 1889 година, намира широко приложение в строителното инженерство през следващия половин век.
Артур Вирендел умира през 1940 година в Юкъл.